# José Luis Nebot Martí
José Luis Nebot Martí (les Useres, 23 de gener de 1947) ha estat un polític valencià, diputat a les Corts Valencianes en la III Legislatura.
Treballà com a inspector de l'Instituto Nacional de Estadística. Membre del PSPV-PSOE, n'ha estat secretari general de l'Alcalatén-Plana Alta. Fou escollit alcalde de les Useres a les eleccions municipals espanyoles de 1983, 1987, 1991 i 1995. Posteriorment, fou elegit diputat a les eleccions a les Corts Valencianes de 1991 i ha estat vocal, entre d'altres, de la Comissió de Coordinació, Organització i Règim de les Institucions de la Generalitat.